# Copa Artemio Franchi de 1985
A Copa Artemio Franchi de 1985 foi a primeira edição da Copa Artemio Franchi, uma partida de futebol oficial entre os vencedores dos campeonatos sul-americano e europeu anteriores. A partida contou com a França, vencedora da Eurocopa de 1984, e o Uruguai, vencedor da Copa América de 1983. Foi disputado no Parc des Princes em Paris, França, em 21 de agosto de 1985.
A França venceu a partida por 2 a 0 para se tornar a primeira campeã da Copa Artemio Franchi.

## Equipes
| Equipe  | Confederação | Qualificação                       |
| ------- | ------------ | ---------------------------------- |
| França  | UEFA         | Vencedores da Eurocopa de 1984     |
| Uruguai | CONMEBOL     | Vencedores da Copa América de 1983 |

## Partida

### Detalhes
| 21 de agosto de 1985 | França                   | 2 – 0 | Uruguai | Parc des Princes, Paris                          |
| 20:00 CEST           | Rocheteau 5' · Touré 56' |       |         | Público: 20 405 Árbitro: Abel Gnecco (Argentina) |

| França | Uruguai |

|              |    |                        |  |
|              |    |                        |  |
| G            | 1  | Joël Bats              |  |
| Z            | 2  | Michel Bibard          |  |
| Z            | 4  | Yvon Le Roux           |  |
| Z            | 5  | Maxime Bossis          |  |
| Z            | 3  | William Ayache         |  |
| M            | 6  | Alain Giresse          |  |
| M            | 7  | Luis Fernandez         |  |
| M            | 10 | Michel Platini         |  |
| M            | 8  | Thierry Tusseau        |  |
| A            | 11 | José Touré             |  |
| A            | 9  | Dominique Rocheteau    |  |
| Substituos:  |    |                        |  |
| G            | 16 | Albert Rust            |  |
| Z            | 12 | Jean-François Domergue |  |
| M            | 13 | Philippe Vercruysse    |  |
| M            | 14 | Bruno Bellone          |  |
| A            | 15 | Yannick Stopyra        |  |
| Técnico:     |    |                        |  |
| Henri Michel |    |                        |  |

|              |    |                   |     |     |
|              |    |                   |     |     |
| G            | 1  | Rodolfo Rodríguez |     |     |
| Z            | 4  | Víctor Diogo      | 20' |     |
| Z            | 2  | Nelson Gutiérrez  | 65' |     |
| Z            | 3  | Darío Pereyra     | 22' |     |
| Z            | 6  | José Batista      |     |     |
| M            | 8  | Jorge Barrios     |     | 77' |
| M            | 5  | Miguel Bossio     |     |     |
| M            | 10 | Sergio Santín     |     |     |
| M            | 7  | Venancio Ramos    |     |     |
| A            | 9  | Enzo Francescoli  |     |     |
| A            | 10 | Wilmar Cabrera    |     | 77' |
| Substitutos: |    |                   |     |     |
| G            | 12 | Fernando Álvez    |     |     |
| Z            | 13 | Eduardo Acevedo   |     |     |
| Z            | 14 | Néstor Montelongo |     |     |
| M            | 15 | Mario Saralegui   |     | 77' |
| A            | 16 | Gustavo Dalto     |     | 77' |
| Técnico:     |    |                   |     |     |
| Omar Borrás  |    |                   |     |     |

| Regras da partida - 90 minutos. - 30 minutos de prorrogação se necessário. - Disputa por pênaltis se o placar continuar empatado. - Cinco substitutos. - Máximo de duas substituições. |